# Jamal al-Din al-Zayla'i
Jamal al-Din Abu Muhammad Abdullah bin Yusuf bin Muhammad al-Zayla'i al-Hanafi al-Masri, abrégé en Jamāl al-Dīn al-Zaylaʿī était un imam somalien et un spécialiste des hadiths. Il est l'un des plus grands spécialistes des hadiths de son époque. En tant qu'érudit issu de la Corne de l'Afrique, il doit son nom d'al-Zayla'i à la ville Zaila, une ville qui était située sur la côte du pays berbère, sur le territoire de l'actuel Somalie. En effet al-Zayla'i était le nom donné à tous les savants originaires de la Corne de l'Afrique.

## Biographie
Malgré diverses divergences entre les historiens et biographes, il serait né entre l'année 1320 (année 720 du calendrier hégirien) et 1330 à Zeilah, dans l'actuelle Somalie. Pour déterminer cet intervalle temporel, les spécialistes mobilisent deux élements de sa biographie. Premièrement, Zain al-Din al-'Iraqi (en) qui l'a aidé dans la rédaction de certains ouvrage est lui même né en 1325. Dans un second temps, les biographes notent qu'au regard de ses écrits, Jamal n'était pas un contemporain d'Ibn Daqiq al-Eid, un érudit égyptien décédé en 1302, mais qu'il était en revanche contemporain de Mizzi, décédé lui en 1342.
Dans la conclusion de la biographie d'al-Zayla'ī, Ibn Fahd écrit : « Il (Allah lui fasse miséricorde) est décédé le 11 Muharram de l'an 762 AH [1362 du calendrier géorgien] » et c'était au Caire. Personne n'a précisé l'emplacement de sa tombe.

### Éducation
Jamal a appris et étudié auprès de nombreux professeurs réputés de son époque. Concernant la science du hadith il a appris d'al- Mizzi, d'al-Dhahabi , de Shams al-Dīn Muhammad ibn Ahmad Ibn ‘Adlān et de l'imam‘Alā’ al-Dīn al-Māridīnīet.
En matière de fiqh, il a notamment été le disciple d'Uthman bin Ali Zayla'i, commentateur du Kanz al-Daqaqiq d'al-Nasafi.

### Travaux
Jamal était un spécialiste du Hadîth, surement l'un des plus grands de son temps. Il arrivait à retrouver et à authentifier des hadiths que ne trouvaient pas ses contemporains. Son ouvrage Nasb al-Rāyah témoigne clairement de cette aptitude de Jamal à découvrir des hadiths. De nombreux autres érudits tels que Qāsim ibn Quṭlūbughā, Muhammad Zāhid al-Kawtharī  ou Anwar Shāh al-Kashmīrī considèrent Jamal comme l'un des meilleurs mémorisateurs de hadiths.

## Ses œuvres
Le premier de ses ouvrages est al-Is'āf bi Ahādīth al-Kashshāf dans lequel il a puisé des hadiths du Tafsīr al-Kashshāf d'al-Zamakhsharī. Dans Nasb al-Rāyah, un autre de ses ouvrages, il mentionne expressément ce livre portant le titre précité, et à plusieurs endroits, il y fait allusion sans le nommer. Le fait qu'il mentionne le livre dans le premier volume de Nasb al-Rāyah démontre qu'il s'agit d'un ouvrage antérieur, ou bien qu'il a commencé à écrire les deux livres simultanément.
Le deuxième livre est Mukhtasar [résumé de] Ma’ānī al-Āthār de l’Imam al-Tahāwī. En discutant de l'activité scientifique entourant Sharh Ma'ānī al-Āthār, 'Allāmah al-Kawtharī le mentionne et écrit : « Hāfiẓ al-Zayla'ī fait également partie de ceux qui ont résumé le livre. Son résumé est conservé dans la bibliothèque Ruwāq al-Atrāk (à Azhar) et dans la bibliothèque Köprülü à Istanbul.
Le troisième ouvrage écrit par Jamal est Nasb al-Rāyah, qui est son ouvrage majeur. C'est dans cet ouvrage que ressortent le plus la rigeur scienifique et l'impartialité qui étaient reconnues à Jamal. En effet, bien qu'ancré dans la tradition hanafite, il n'hésite pas à mobiliser des auteurs issus d'autres madhhab. De ce fait, Nasb al-Rayah  est considéré comme l'un des trésors du savoir de l'école Hanafi. En outre, cet ouvrage est considéré comme une ressource précieuse pour l'ensemble des madhabs et est largement utilisé par ces écoles. À cet égard, l'ouvrage « Nasb al-Rayah » a été hautement reconnu par tous les érudits islamiques.
Jamal a écrit le titre des thèmes de « Nasb al-Rayah », en le divisant en livres, chapitres et saisons.